# براندون تشوي
براندون تشوي (بالإنجليزية: Brandon Choi)‏ هو فنان قصص مصورة أمريكي، (و. 1900  م). وُلد في سول عاصمة كوريا الجنوبية وقدِم إلى الولايات المتحدة وهو في الثانية من عمره.
اشتهر بأنه أحد مبتكري سلسلة Gen الكرتونية التي حظيت بانتشار وشعبية عالية في منتصف وأواخر التسعينات، حيث تعرض أحداث لفريق من الأبطال خارقي القوة يتألف من ثلاث فتيات وصبيان ومرشدهم.
كونت تشوي صداقة طفولة مع المتعاون المستقبلي في الكتاب الهزلي جيم لي ، وبدأت في إنشاء رسوم هزلية معًا عندما كانا في الصف السادس. حصل فيلمهم الهزلي Wild Boys لعام 1986 على وظيفة لي الأولى في شركة مارفل كومكس.